# 土屋竜一
土屋 竜一（つちや りゅういち、1964年12月9日 - 2020年5月20日）は、長野県佐久市出身の作家、シンガーソングライター。難病のデュシェンヌ型筋ジストロフィーとたたかい、「車いすのソングバード」と称された。

## 来歴
10歳で発病。通信制高校を卒業後、ラジオパーソナリティとしてスカウトされ、レギュラー番組の中で自作の歌を発表するようになる。その後シンガーソングライターとして、全国各地でコンサート活動を繰り広げた。1991年、全国わたぼうし音楽祭で大賞を受賞。
しかし1994年、作家の宮原安春のプロデュースによるメジャーデビューを目前にして呼吸不全を起こし、歌えなくなるという不幸に見舞われる。さらに気管切開によって声を失い、完全にステージを去った。このため、商業音源は存在しない。
引退後は、人工呼吸器を終日装着しながら、信越放送ラジオ「里枝子の窓」などの背景音楽や、校歌、保育園歌を手がけ、地域に根ざした音楽活動を行ってきた。また、エッセイ集「出会いはたからもの」のコンテスト受賞と出版を機に、執筆にも積極的に取り組んでいる。そういった彼の生き方が話題となり、「アンビリバボー」や「ニュースステーション」などのテレビ番組、「女性自身」や「週刊朝日」などの雑誌で相次いで取り上げられた。2000年、長野県知事賞を受賞。
2006年からは情報技術者として、東京のIT関連企業に入社し在宅勤務を続けている。2010年には、同社の10年間にわたる重度障害者在宅雇用の取り組みを描いたルポルタージュ「日本でいちばん働きやすい会社」を執筆し、中経出版（現・KADOKAWA）より出版された。
2014年、50歳を記念する「土屋竜一トーク＆コンサート」を地元で開催。本人は歌えないためトークで出演し、歌手・俳優の林アキラほか、土屋竜一ゆかりのアーチストが彼の作品を演奏、歌唱。10年ぶりの新曲「SING A SONG ～歌いつがれる歌になりたい～」（作詞／山川啓介　作曲／土屋竜一）も、林アキラによって歌われた。これを機に作詞を山川啓介に師事。
2017年からは俳人としての活動も進めており、俳句結社「梟」にて俳人の矢島渚男に師事。俳号は虹魚（にじうお）。
2018年、みらいパブリッシングから初の児童文学作品「ぼくにできること」を発表し、さらなる新境地を得た。
2020年5月20日、不整脈の発作により死去。享年55歳。

## 主な音楽作品
- のびのび保育園 - 作曲家デビュー作品。
- 出会いはたからもの - しばしば合唱化され、小・中学校などで歌われている。
- 街に出よう、キュリー - 全国わたぼうし音楽祭で大賞を受賞したデュエットソング。
- 里枝子の窓メインテーマ - 信越放送ラジオ「里枝子の窓」のオープニング曲。
- 風の幻想 - 大浅間火煙太鼓（小諸市）のためのオリジナル曲。
- 時空遊戯 - 小満太鼓（佐久市）のためのオリジナル曲。

## 著書
- 通信制高校生の青春（あゆみ出版） - 1991年
- 出会いはたからもの（フーコー） - 1999年
- 神様からの贈り物（角川書店） - 2002年
- 生命のキャッチボール－難病と生きる４０のメッセージ－（ありのまま舎） - 2007年
- 日本でいちばん働きやすい会社（中経出版） - 2010年
- ぼくにできること（みらいパブリッシング） - 2018年

## 関連人物
- 山川啓介
- たかしまあきひこ
- 根岸季衣
- 林アキラ
- 矢島渚男
- 金子敦
- 寺島舞
- 浜畑賢吉
- マツザキヨシユキ
- 谷郁雄
- Mariya Suzuki